# Pseudocalamobius japonicus
Pseudocalamobius japonicus är en skalbaggsart som först beskrevs av Bates 1873.  Pseudocalamobius japonicus ingår i släktet Pseudocalamobius och familjen långhorningar.
Artens utbredningsområde är Taiwan. Inga underarter finns listade i Catalogue of Life.